# Merete Engel
Merete Engel (12. marts 1931 - 2013) var dansk redaktør og forfatter til skolebogssystemer. I 2008 modtog Merete Engel Undervisningsmiddelprisen for læresystemet Tre religioner. Ligheder og forskelle i kristendom, jødedom og islam (2007), som retter sig mod den religiøse forskelligartethed, der er i den danske folkeskole.
Engel var i øvrigt forfatter til mere end 30 undervisningsbøger til brug i folkeskolen, især til fagene tysk, dansk for tosprogede og kristendomskundskab. Engel arbejdede for at undervisningen af børn med anden kulturbaggrund skulle tilrettelægges ud fra den enkelte elevs sproglige forudsætninger på modersmålet, elevens forudsætninger på dansk, alder, skolebaggrund og kulturelle baggrund.

## Eksterne links
- Politikere skrinlagde forsøg trods gode resultater, UFE Arkiveret 16. juli 2007 hos  Wayback Machine
- UFE temanummer 2000 Arkiveret 14. marts 2009 hos  Wayback Machine
- Krav til undervisningsmaterialer til tosprogede elever, UFE Arkiveret 16. juli 2007 hos  Wayback Machine
- Eksperter uenige om effekt af modersmålsundervisning, Jyllands-Posten 14.1. 2000
- Modersmålsundervisning forbedrer danskkundskaber 14.1.2000
- Tosprogede elever i engelsk- og tyskundervisningen, UFE Arkiveret 16. juli 2007 hos  Wayback Machine
- Undervisningsmiddelprisen 2008, UVM (Webside ikke længere tilgængelig)
- Det religiøse overblik, Kristeligt Dagblad 17.7. 2010

## Bøger af Merete Engel
- Her er jeg. Melek og Muhammed lærer dansk. Lærerens bog sammen med Lone Hallahan, Irene Hansen og Anita Rasmussen.
- Her er jeg. Melek og Muhammed lærer dansk. Elevens bog bog sammen med Lone Hallahan, Irene Hansen og Anita Rasmussen.
- Du har ik' spør't appelsin. Vurdering af mellemsprog og andetsproget dansk hos 5-7 årige tosprogede børn Sammen med Bente Bundgaard, Mubeen Hussain og Karen Kjær.
- Ræven med perlehalen. Dansk for tosprogede på mellemtrin. Lærerens bog Sammen med Søren Hegnby.
- Tre religioner 1: Skabelsen. Ligheder og forskelle i kristendom, jødedom og islam.
- Tre religioner 2: Tro og traditioner. Ligheder og forskelle i kristendom, jødedom og islam.
- Tre religioner 3: Litterære tekster. Ligheder og forskelle i kristendom, jødedom og islam.
- Bibelen og Koranen. Ligheder og forskelle'.'